# Добрила Мирчић
Добрила Мирчић (Смедовац, 1920 — Смедовац, 1944) позадински радник, учесник Народноослободилачке борбе, секретар Среског АФЖ-а

## Биографија
Добрила Мирчић родила се 1920. године у Смедовцу код Неготина. Детињство је провела у родном селу, где је завршила и основну школу. Даље се није школовала, већ је остала на селу да помаже родитељима на пољопривреди.
Народноослободилачком покрету се придружује 1943. године, заједно са оцем Милошем, чланом Народноослободилачког одбора и члановима своје породице. Именована је за секретара Антифашистичког фронта села у Смедовцу.
Њихова појата у Смедовцу била је дуго једна од главних база позадинских радника, све до краја 1943. када је откривена и спаљена.
Почетком 1944. када је откривено да њена породица сарађује са НОП-ом да би избегла хапшење прелази у илегалу. На терену је по селима Неготинске крајине заједно са позадинским радницима члановима Среског комитета КПЈ Божидаром Ђурићем, Властимиром Милошевићем и Сретеном Вучковићем.
Те 1944. на простору Неготинске крајине делује мали број позадинских радника, већина из овдашњих села, а поред Добриле Мирчић, ту је и њен отац Милош.
Крајем 1944. у атару села Речка, у шуми поред Речанске реке, четници су опколили групу позадинских радника међу којима је била и Добрила. Неки од њих су успели да пробију обруч, али је Добрила Мирчић ухваћена.
У најкарактеристичније облике злочина мучењем и клањем спадају и она извршена над Добрилом Мирчић. Четници су је мучили, извадили оба ока, одсекли обе дојке, а затим изболи камама и бацили у кречану.
У родном Смедовцу на згради месне заједнице постављен је њен бронзани портрет, као и портрет Божидара Милановића (1923-1944).